# Suscal (canton)
Suscal est un canton d'Équateur situé dans la province de Cañar.